# Onthophagus phanaeomorphus
Onthophagus phanaeomorphus är en skalbaggsart som beskrevs av Emile Janssens 1954. Onthophagus phanaeomorphus ingår i släktet Onthophagus och familjen bladhorningar. Inga underarter finns listade i Catalogue of Life.